# Сен Мишел дьо Куша
Сен Мишел дьо Куша (на френски: Saint-Michel-de-Cuxa, на каталонски: Sant Miquel de Cuixà) е бенедиктински манастир при Кодалет, Франция.
Първоначалният манастир е основан през 840 година в тогавашното Графство Барселона. През 978 година там се оттегля доскорошният дож на Венеция Пиетро I Орсеоло, а през XV век номинален абат на манастира е италианският политик Чезаре Борджия. Национализиран и изоставен след Френската революция, манастирът е възстановен от цистерцианци през 1919 година, а през 1965 година е върнат на бенедиктинците.